# Ptychamalia venipunctata
Ptychamalia venipunctata är en fjärilsart som beskrevs av W. Warren 1906. Ptychamalia venipunctata ingår i släktet Ptychamalia och familjen mätare. Inga underarter finns listade.